# آلفردو مندوسا
آلفردو مندوسا (اسپانیایی: Alfredo Mendoza‎؛ زادهٔ ۱۲ دسامبر ۱۹۶۳) بازیکن فوتبال اهل پاراگوئه بود.
از باشگاه‌هایی که در آن بازی کرده‌است می‌توان به باشگاه فوتبال استاد برستوا ۲۹، باشگاه ورزشی الیمپیا، باشگاه فوتبال اطلس، باشگاه فوتبال نیولز اولد بویز، و باشگاه ورزشی دیپورتیوو کالی اشاره کرد.
وی همچنین در تیم ملی فوتبال پاراگوئه بازی کرده‌است.